# 查干诺尔站
查干诺尔站位于内蒙古自治区锡林郭勒盟苏尼特右旗查干诺尔矿区，是郭查铁路线上的一座四等站，于1971年投入使用。离郭尔奔敖包站46公里，隶属呼和浩特铁路局管辖。客运可办理旅客乘降及行李、包裹托运；货运可办理整车、零担货物到发，不办理罐装危险货物到发。